# Мерцедес-Бенц 500K
Мерцедес-Бенц 500K или наричан още Мерцедес-Бенц W 29 е спортен автомобил, представен на автомобилното изложение в Берлин, през 1934 година.

## История
Моделът се налага не като спортен автомобил, а като автомобил от висок клас. Няколко години по-късно започва производството и на роудстъра 500K. 500К е бил специално произведен за Фердинанд Порше. В началото на 21 век цената на подобен автомобил започва от 1.45 млн.щатски долара.

## Производство
- Мерцедес-Бенц 500K – 354 автомобила
- Мерцедес-Бенц 540K – 419 автомобила